# Leste da Califórnia
O Leste da Califórnia é uma região definida como a faixa a leste da crista da Sierra Nevada ou como os condados mais a leste da Califórnia.

## Demografia
De acordo com o censo de 2010, a população dos condados da fronteira leste da Califórnia era de 5.129.384. No entanto, 4.224.851 (82,4%) viviam nos condados de San Bernardino e Riverside, que são muito grandes e cujas populações se concentram perto dos condados de Los Angeles e Orange, a sudoeste.

## Cultura e história
A história do leste da Califórnia difere significativamente das regiões costeiras e do Vale Central. A história do leste da Califórnia difere significativamente das regiões costeiras e do Vale Central. O nordeste da Califórnia é muito escassamente povoado (exceto para a área ao redor do Lago Tahoe): os três condados menos povoados da Califórnia ficam no nordeste. A área tende a ser politicamente conservadora, assim como o resto do oeste rural dos Estados Unidos. No entanto, os condados de San Bernardino e Riverside formam a 13ª maior área metropolitana dos Estados Unidos, e os condados de El Dorado e Placer fazem parte da área do Grande Sacramento.
O nordeste da Califórnia tem fortes laços com Nevada, sendo que a fronteira exata entre os dois estados já foi uma questão controversa. Moradores de uma área perto de Susanville, Califórnia, tentaram se separar do estado em 1856, primeiro declarando-se parte do Território de Nataqua e depois pela anexação a Nevada. Os dois estados disputaram ainda mais a propriedade de Susanville em 1863. A cidade de Aurora, Nevada, foi temporariamente a sede do condado de Mono, Califórnia, e Esmeralda, Nevada. Finalmente, a linha entre os dois estados foi estabelecida por uma pesquisa em 1892.

## Geografia
Os condados mais ao leste da Califórnia são (de norte a sul):
- Condado de Modoc
- Condado de Lassen
- Condado de Plumas
- Condado de Sierra
- Condado de Nevada
- Condado de Placer
- Condado de El Dorado
- Condado de Alpine
- Condado de Mono
- Condado de Inyo
- Condado de San Bernardino
- Condado de Riverside
- Condado de Imperial

As cidades nesta região incluem San Bernardino, Riverside, Ontario, Corona, Rancho Cucamonga, Roseville, Victorville, Temecula, Palm Springs, Lincoln, El Centro, Barstow, South Lake Tahoe, Susanville, Truckee, Grass Valley, Placerville e Alturas.

## Cidades com mais de 50.000 habitantes
Os seguintes locais incorporados têm uma população de 50.000 ou mais, de acordo com o censo de 2020:

### Condado de Placer
- Roseville: 147.773
- Rocklin: 71.601

### Condado de San Bernardino
- Apple Valley: 75.791
- Chino: 91.403
- Chino Hills: 78.411
- Colton: 53.909
- Fontana: 208.393
- Hesperia: 99.818
- Highland: 56.999
- Ontario: 175.265
- Rancho Cucamonga: 174.453
- Redlands: 73.168
- Rialto: 104.026
- San Bernardino: 222.101
- Upland: 79.040
- Victorville: 134.810
- Yucaipa: 54.542

### Condado de Riverside
- Beaumont: 53.036
- Cathedral City: 51.493
- Corona: 157.136
- Eastvale:69.757
- Hemet: 89.833
- Indio: 89.137
- Jurupa Valley: 105.053
- Lake Elsinore: 70.265
- Menifee: 102.527
- Moreno Valley: 208.634
- Murrieta: 110.949
- Palm Desert: 51.163
- Perris: 78.700
- Riversie: 314.998
- San Jacinto: 53.898
- Temecula: 110.003

## Geologia

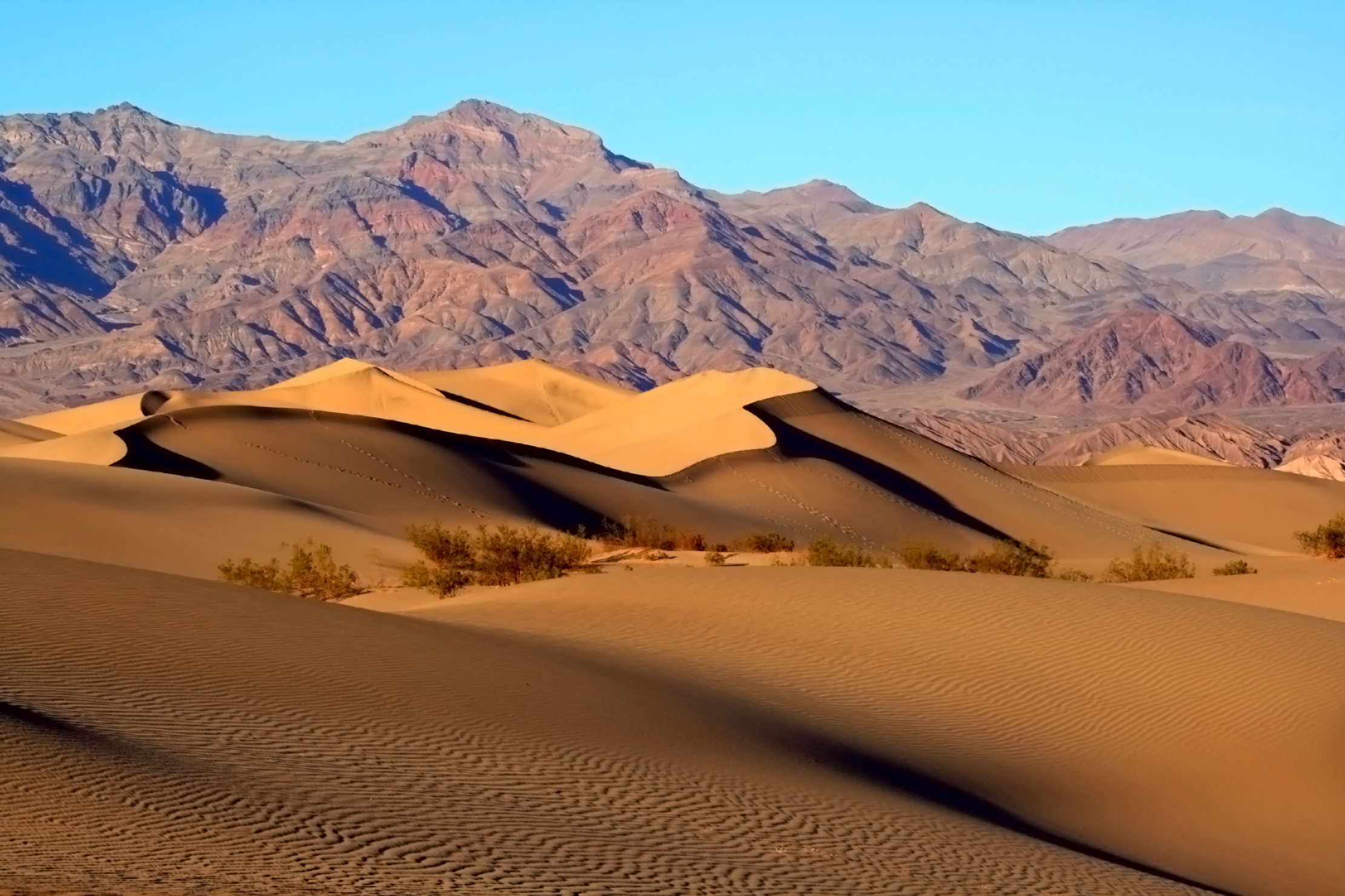
Dunas de areia no Vale da Morte.

Como o leste da Califórnia fica geralmente sob a sombra de chuva de Sierra Nevada ou de Transverse Ranges, o clima é extremamente seco e pode ser considerado um deserto. A área mais quente e mais próxima ao nível do mar da América do Norte está no Vale da Morte, no coração do leste da Califórnia.
Geologicamente, o leste da Califórnia faz parte principalmente da Província de Basin and Range, marcada pela extensão da crosta terrestre, com horsts e grabens.

## Clima
A maior parte do leste da Califórnia passa por duas estações, um verão longo e seco e um inverno mais ameno, no qual a chuva se concentra. Mas existem algumas áreas onde o clima é muito diverso, como a cordilheira de Sierra Nevada, que possui maior quantidade de neve, enquanto o Vale Imperial tem condições mais áridas. A temperatura média de Sierra Nevada é de 8,3 graus Celsius e do Vale Imperial é de, aproximadamente, 22,7 graus Celsius. Uma temperatura recorde foi registrada no Vale da Morte, a escaldantes 56,6 graus Celsius em 10 de julho de 1913. Com seus baixos índices de chuva e frequentemente esporádicas, a Califórnia é suscetível à seca e, em muitas partes do estado, incluindo o leste da Califórnia, o risco de incêndio é muito alto, fazendo ocorrer diversos incêndios florestais devastadores.

## Economia

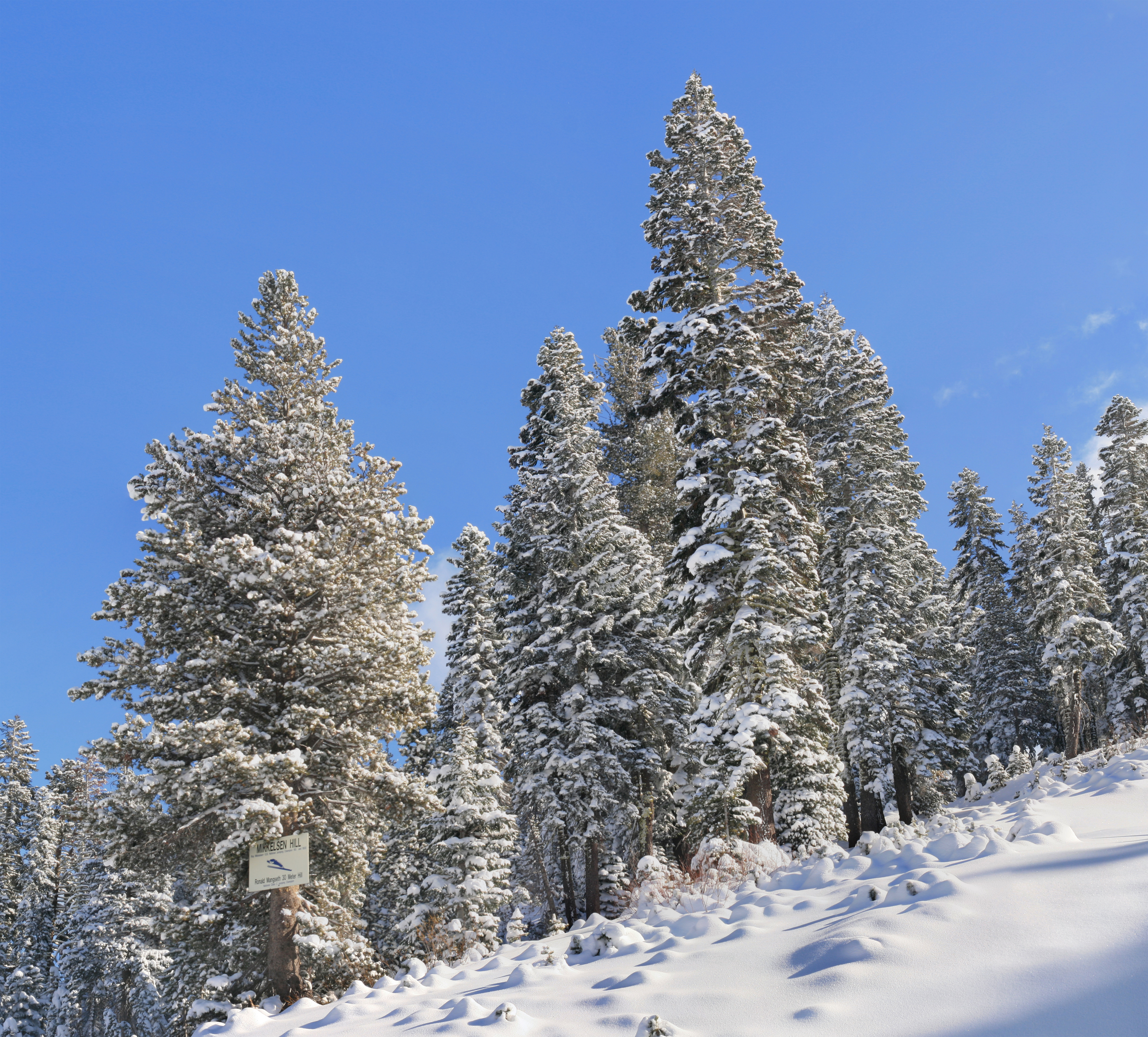
Floresta com neve no Boreal Mountain Resort.

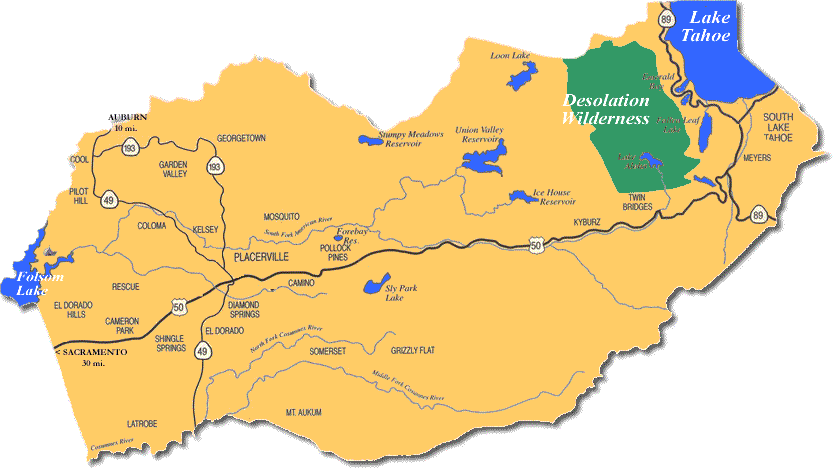
Mapa do Condado de El Dorado, no norte da Califórnia.

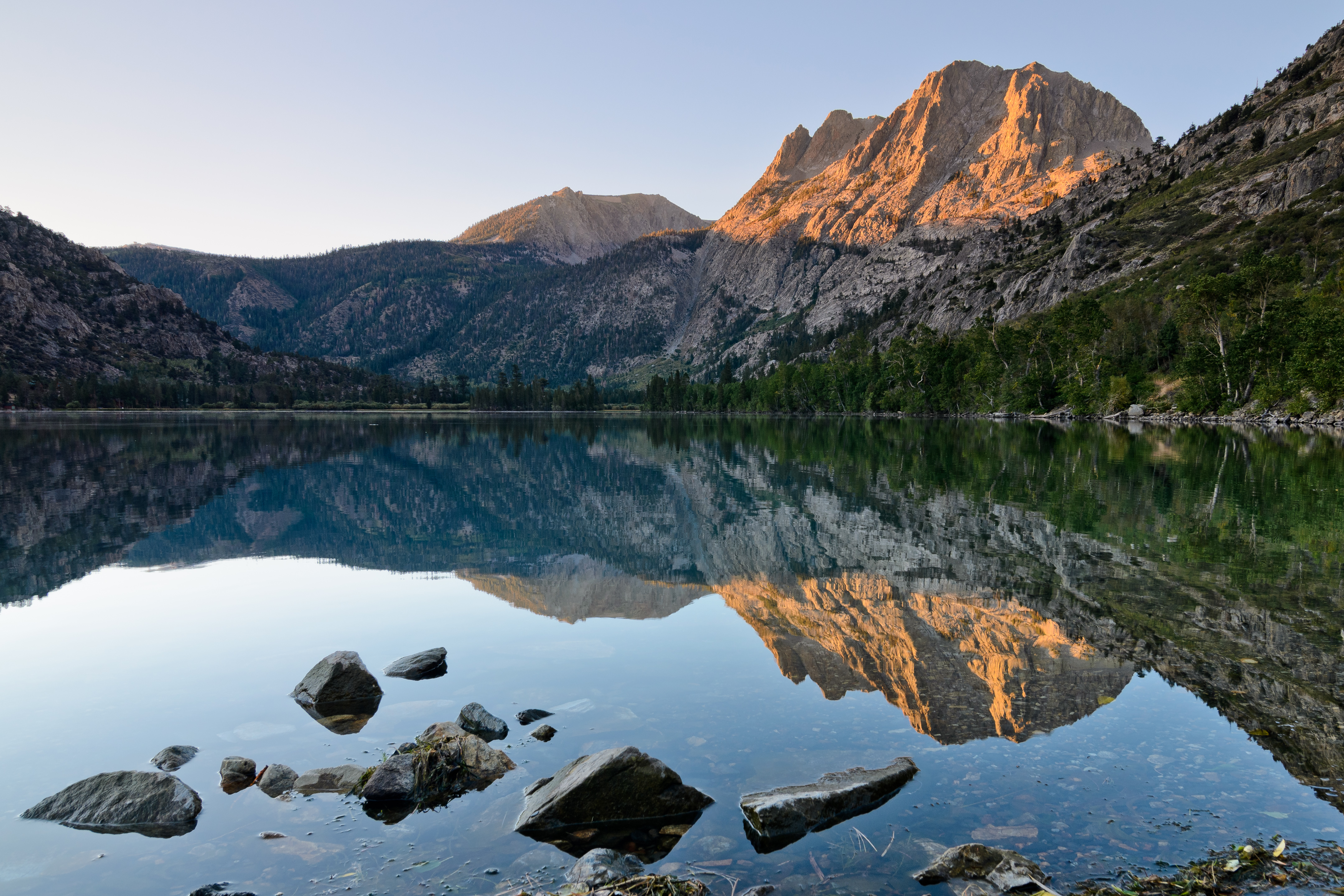
Vista da State Route 158.

Os condados do norte da Califórnia oriental são áreas densamente arborizadas. A indústria madeireira é um dos principais contribuintes para a economia local, com a venda de madeira e produtos florestais, além dos empregos que a mesa proporciona. Essas áreas florestais não apenas fornecem uma renda valiosa, mas também são o principal setor de crescimento da economia para recreação e turismo da região. Nas Florestas Nacionais de Sierra Nevada, há um índice de 50 milhões de visitantes recreativos por ano. Quando a Califórnia se tornou um estado, era um dos principais produtores dessa madeira e produtos florestais. Desde então, ocupa o terceiro lugar como maior produtor de madeiras coníferas desde a década de 1940. Na Califórnia, cinco condados contribuíram com 55% da madeira colhida para o estado. Um desses condados, Plumas, está localizado no leste da Califórnia.

## Transporte

### Principais rodovias
- Condado de Modoc
  -   U.S. Route 395
  -  State Route 139
  -  State Route 299
- Condado de Lassen
  -  U.S. Route 395
  -  State Route 36
  -  State Route 44
  -  State Route 139
  -  State Route 299
- Condado de Plumas
  -  State Route 36
  -  State Route 49
  -  State Route 70
  -  State Route 89
  -  State Route 284
- Condado de Sierra
  -  U.S. Route 395
  -  Interstate 80
  -  State Route 49
  -  State Route 89
- Condado de Nevada
  -  Interstate 80
  -  State Route 20
  -  State Route 49
  -  State Route 89
  -  State Route 174
- Condado de Placer
  -  Interstate 80
  -  State Route 28
  -  State Route 49
  -  State Route 65
  -  State Route 89
  -  State Route 174
  -  State Route 267
- Condado de El Dorado
  -  U.S. Route 50
  -  State Route 49
  -  State Route 89
  -  State Route 193
- Condado de Alpine
  -  State Route 4
  -  State Route 88
  -  State Route 89
- Condado de Mono
  -  U.S. Route 6
  -  U.S. Route 395
  -  State Route 108
  -  State Route 120
  -  State Route 158
  -  State Route 167
  -  State Route 182
  -  State Route 270
- Condado de Inyo
  -  U.S. Route 6
  -  U.S. Route 395
  -  State Route 127
  -  State Route 136
  -  State Route 168
  -  State Route 178
  -  State Route 190
- Condado de San Bernardino
  -  I-10
  -  I-15
  -  I-15 BL
  -  I-40
  -  I-215
  -  US 95
  -  US 395
  -  SR 2
  -  SR 18
  -  SR 38
  -  SR 58
  -  SR 60
  -  SR 62
  -  SR 66
  -  SR 71
  -  SR 83
  -  SR 127
  -  SR 138
  -  SR 142
  -  SR 173
  -  SR 178
  -  SR 189
  -  SR 247
  -  SR 259
  -  SR 330
- Condado de Riverside
  -  I-10
  -  I-10 BL
  -  I-15
  -  I-215
  -  U.S. Route 95
  -  Historic U.S. Route 99
  -  Historic U.S. Route 395
  -  State Route 60
  -  State Route 62
  -  State Route 71
  -  State Route 74
  -  State Route 78
  -  State Route 79
  -  State Route 86
  -  State Route 91
  -  State Route 111
  -  State Route 177
  -  State Route 243
  -  State Route 371